# Paryan
Paryan är ett distrikt i Afghanistan. Det ligger i provinsen Panjshir, i den nordöstra delen av landet, 150 kilometer nordost om huvudstaden Kabul.
Distriktet beräknades år 2022 ha cirka 17 000 invånare.